# Dussac
Dussac település Franciaországban, Dordogne megyében. Lakosainak száma 426 fő (2022. január 1.). Dussac Sarlande, Clermont-d’Excideuil, Lanouaille, Saint-Médard-d’Excideuil, Saint-Sulpice-d’Excideuil és Sarrazac községekkel határos.

## Népesség
A település népességének változása:
| Lakosok száma | 560  | 460  | 431  | 380  | 409  | 406  | 404  | 399  | 408  | 426  |
|               | 1968 | 1982 | 1990 | 2006 | 2013 | 2015 | 2017 | 2019 | 2020 | 2022 |